# Браун, Джеймс Дафф
Джеймс Дафф Браун (англ. James Duff Brown) (6 ноября 1862, Эдинбург, Шотландия — 25 февраля 1914, там же) — шотландский библиотековед.

## Биография
Родился 6 ноября 1862 года в Эдинбурге. Он являлся первопроходцем в области введения открытого доступа к библиотечным фондам, что вывели массовые библиотеки на новый уровень.
Скончался 25 февраля 1914 года в Эдинбурге.

## Научные работы
Основные научные работы посвящены библиотековедению. Автор ряда научных работ, в т.ч Предметной классификации и экономической энциклопедии. Являлся основателем и первым редактором журнала Мир библиотек.